# Стальмах, Дариуш
Да́риуш Пётр Ста́льмах (пол. Dariusz Piotr Stalmach; родился 8 декабря 2005) — польский футболист,  полузащитник немецкого клуба «Магдебург».

## Клубная карьера
Выступал за молодёжные команды футбольных клубов «Спарта Забже», «Розвуй Катовице» и «Рух Радзёнкув». С 2018 года выступает в футбольной академии клуба «Гурник Забже». 21 ноября 2021 года 15-летний Дариуш дебютировал в высшем дивизионе чемпионата Польши, выйдя в стартовом составе в матче против варшавской «Легии».
21 августа 2022 года перешёл в итальянский «Милан», присоединившись к молодёжной академии клуба.
В сентябре 2022 года английская газета The Guardian включила Стальмаха в список «60 лучших молодых талантов мирового футбола», родившихся в 2005 году.

## Карьера в сборной
В 2022 году дебютировал в составе сборной Польши до 18 лет.